# Elasmotherium
 (novembre 2020).
Genre
Elasmotherium, parfois surnommé « licorne géante », est un genre fossile de rhinocérotidés qui a vécu en Asie et en Europe de la fin du Pliocène jusque vers la fin du Pléistocène, entre 2,58 millions d'années et 39-36 000 ans avant notre ère. Elasmotherium était un animal massif de près de 2 mètres au garrot, qui pouvait atteindre 4 tonnes. Son crâne était doté d'une corne unique. Ses dents étaient semblables à celles des chevaux d'aujourd'hui, et indiquent probablement un régime à base d'herbes coriaces.

## Étymologie
Le mot « Elasmotherium » est formé à partir du grec έλασμος, « lame », et θηρίον, « bête sauvage », le premier terme renvoyant à la forme des molaires de l'animal, par ailleurs dépourvu d'incisives et de canines.

## Description

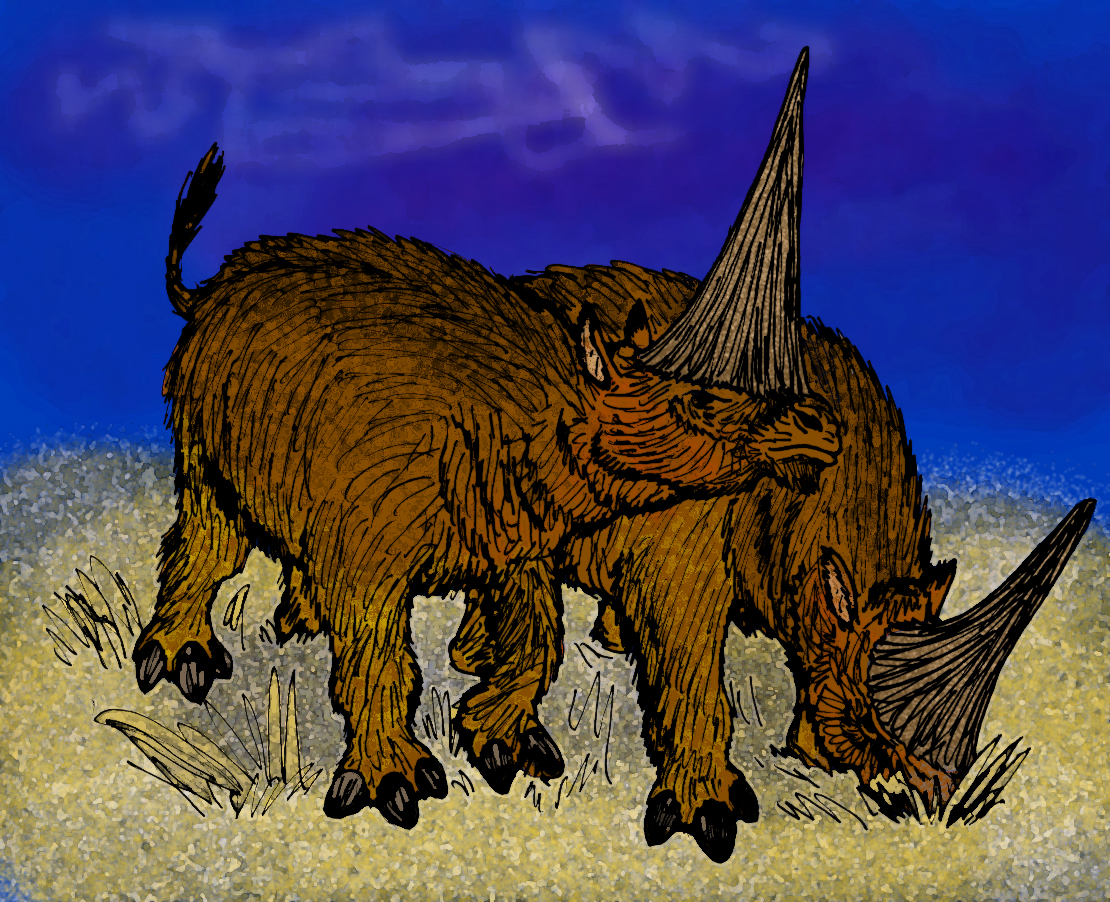
Reconstitution graphique de deux Elasmotherium sibiricum.

Elasmotherium mesurait 5 mètres de long, 2 mètres au garrot et pesait jusqu'à 4 tonnes. Ses pattes étaient plus longues que celles des rhinocéros actuels, et étaient faites pour le galop, ce qui donnait à l'animal une allure semblable à celle du cheval. Cet animal était un coureur très rapide en dépit de sa taille, plus que le rhinocéros qui peut tout de même atteindre 55 km/h.
Ses dents étaient semblables à celles des chevaux, et indiquent probablement un régime à base d'herbes coriaces. Selon les anciennes représentations, son crâne aurait été orné d'une  corne haute de presque 2 mètres. Cependant, un réexamen de l’anatomie crânienne exclut la présence d'une corne aussi imposante, en raison du dôme osseux relativement fragile qui ne pouvait probablement pas supporter un tel poids. Cette étude suppose en revanche la présence d'une deuxième « pseudo-corne » sur le crâne, en raison d’une zone kératinisée en position nasale,. Les représentations notamment dans l'art pariétal paléolithique seraient donc à reconsidérer.

## Évolution et diffusion

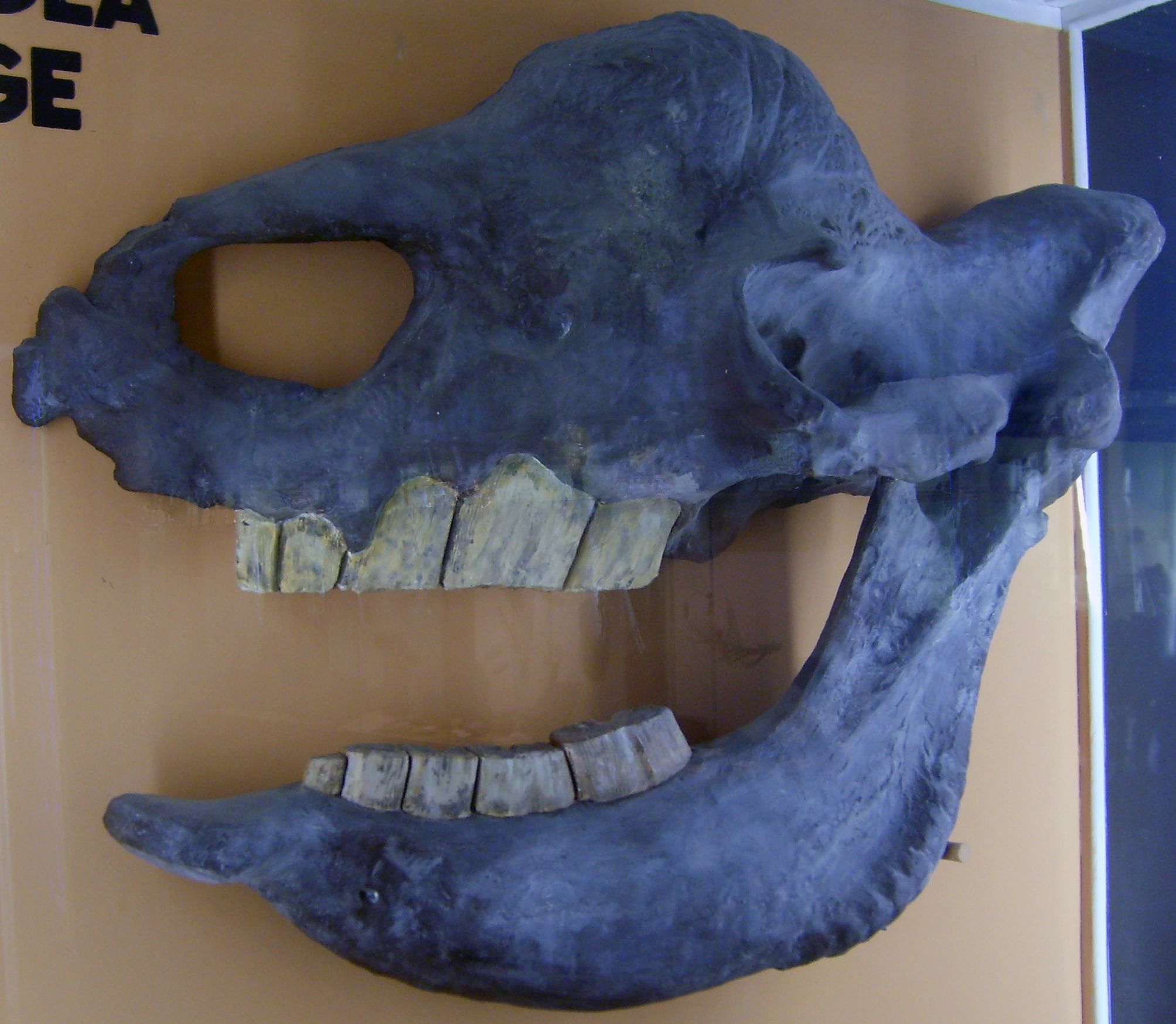
Crâne d' Elasmotherium sibiricum

On a retrouvé de nombreux fossiles appartenant à des espèces diverses de cet animal : les restes les plus anciens ont été retrouvés en Chine orientale dans des terrains remontant au Pliocène supérieur, et ils appartiennent aux espèces Elasmotherium inexpectatum et Elasmotherium peii. Les origines de ces formes primitives semblent résider dans le genre Sinotherium, du Miocène supérieur. Les Elasmotherium primitifs ont disparu au cours du Pléistocène inférieur, il y a environ 1,6 million d'années. D'autres espèces d'Elasmotherium, comme Elasmotherium caucasicum, sont apparues en Russie il y a environ un million d'années. L'espèce la plus grande, Elasmotherium sibiricum surnommée « licorne sibérienne », est apparue en Russie du Sud-Ouest au Pléistocène moyen, et elle s'est répandue jusqu'en Sibérie. Elasmotherium s'est répandu dans toute la Russie méridionale, en Ukraine, en Moldavie.

## Habitat

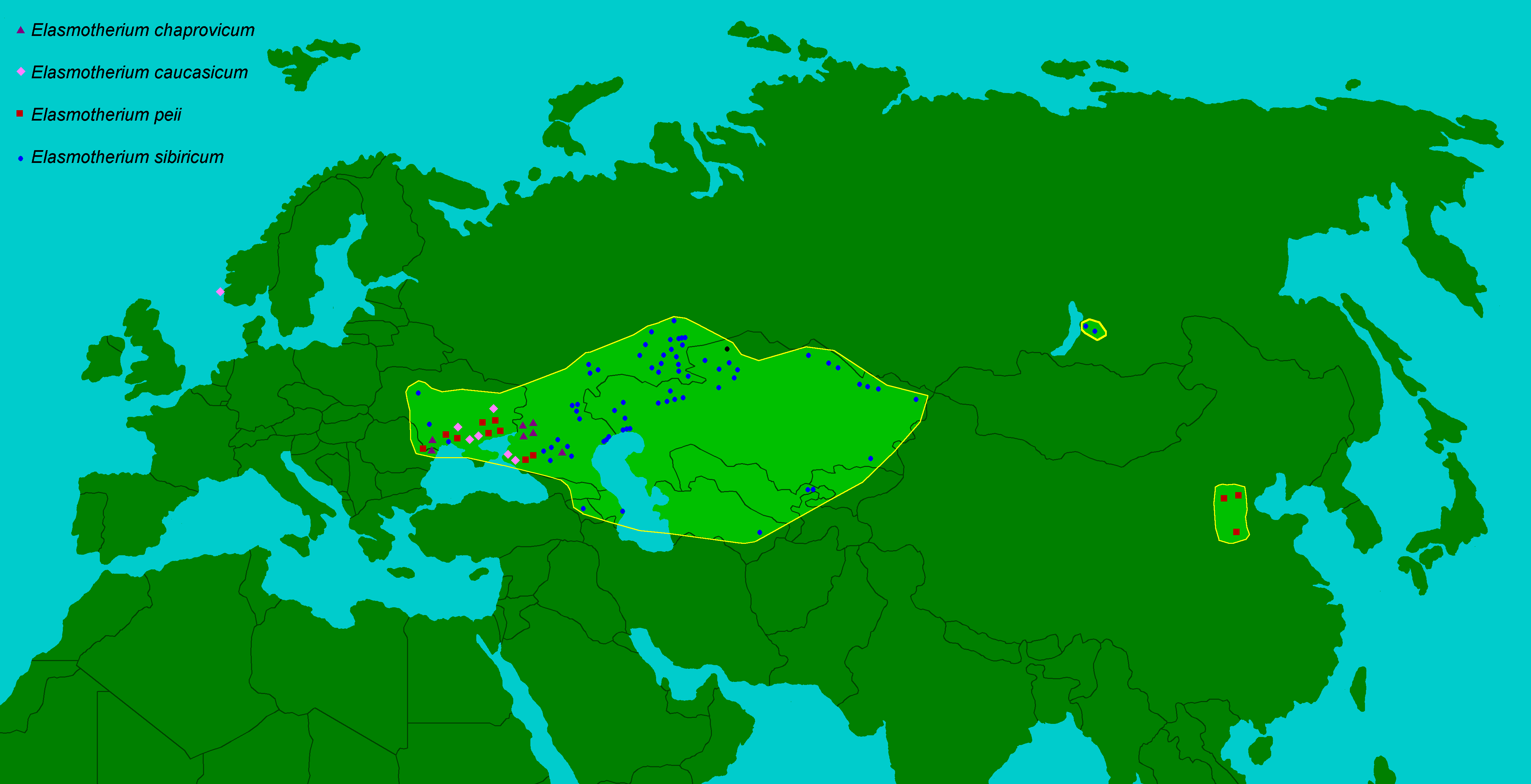
Distribution des différentes espèces d’Elasmotherium durant le Pléistocène supérieur et moyen.

Les particularités morphologiques des Elasmotherium ont fait naître deux hypothèses principales concernant leur aspect et les caractéristiques de leur habitat. La première, acceptée par la plupart des spécialistes, décrit les Elasmotherium comme de grands animaux à longs poils habitant les steppes ouvertes. L'autre hypothèse les considère comme vivant à proximité des rives de fleuves. Cette théorie se fonde sur la morphologie dentaire et crânienne : la combinaison de caractères comme l'absence de canines et les mouvements latéraux des mâchoires fortement développées impliquent des mouvements latéraux de la tête, vraisemblablement pour se nourrir d'herbe. Les prairies initiales étaient formées d'espèces en C3, qui sont plus nutritives que les espèces en C4. La denture hypsodonte indique la présence de minéraux dans l'alimentation ; une nourriture de ce type se trouve principalement sur les rives des cours d'eau. D'autre part, les pattes longues et sveltes pouvaient servir à l'animal pour se déplacer sur de vastes aires de pâture, comme les steppes. Il est au fond possible que les deux hypothèses soient correctes.

## Disparition
Le genre s'est éteint à la fin du Pléistocène moyen, les derniers fossiles étant trouvés en Sibérie occidentale et datant de 36–35 000 ans (39 000 ans pour l'espèce Elasmotherium sibiricum), c'est-à-dire pendant la grande Extinction du Quaternaire qui a vu la disparition de presque tous les animaux de plus de 45 kg.
Des espèces du genre Elasmotherium ont vraisemblablement cohabité avec des humains. Au Kazakhstan a été découvert un spécimen d'Elasmotherium sibiricum daté d'environ 26 000 ans. Si l'hypothèse d'une disparition due à la surchasse n'est pas écartée, c'est celle de la glaciation réduisant les herbages qui semble à privilégier.

## Possibles témoignages archéologiques et historiques

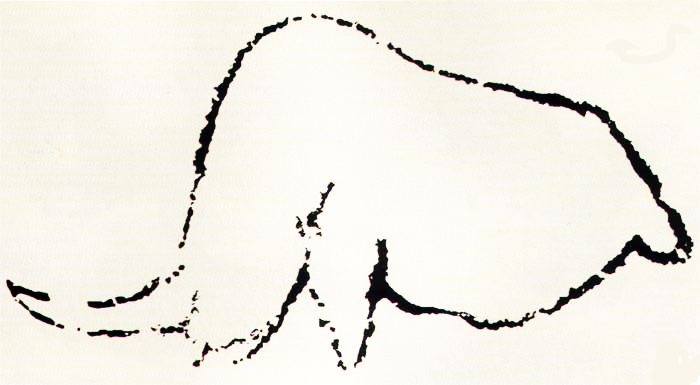
Possible représentation d'un Elasmotherium dans la grotte de Rouffignac (France) à moins que ce ne soit un Rhinocéros laineux.

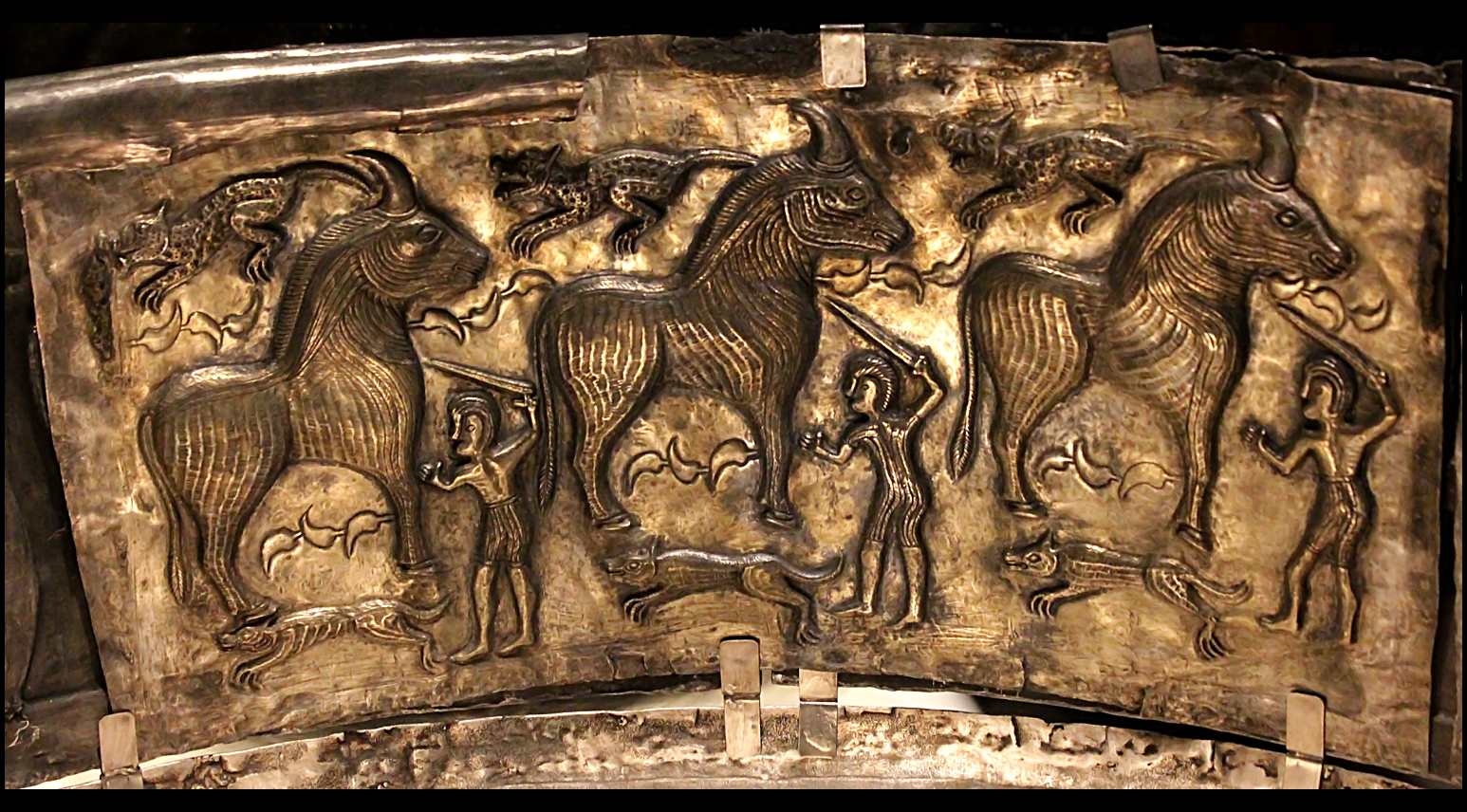
Selon certains, des Elasmotherium seraient représentés sur le chaudron de Gundestrup, bien qu'il soit couramment admis que ce sont des taureaux.

Il a été supposé que la survie d’Elasmotherium pendant les temps protohistoriques pourrait être à l'origine du mythe de la licorne. La représentation celtique sur le chaudron de Gundestrup de ce qui est identifié comme le sacrifice de trois taureaux, peut aussi évoquer des Elasmotherium ; suivant cette hypothèse, les anciens celtes auraient côtoyé cet animal, ou du moins en auraient gardé le souvenir.[réf. nécessaire]
La description d’Elasmotherium rappelle celle de la licorne karkadann en Perse, l'Indrik dans le folklore russe et à la licorne zhi de la mythologie chinoise. Il est cependant plus probable que la source de toutes ces légendes ne soit en fait tout simplement des rhinocéros. Enfin, selon l'encyclopédie suédoise Nordisk familjebok, l'animal pourrait ainsi avoir laissé des traces dans les légendes du peuple Evenk en Russie, sous la forme d'un énorme taureau noir doté d'une corne unique au sommet de sa tête.
Deux témoignages évoquent l'existence d'un animal semblable à des périodes historiques. Jules César, dans la Guerre des Gaules, en décrivant des animaux de la forêt hercynienne (Livre 6 - 26), évoque un animal doté d'une corne unique au milieu du front, mais terminée en rameau. Cet animal pourrait être un cervidé dont les bois auraient fusionné à leur base, formant ainsi une corne unique. Le voyageur médiéval Ibn Fadlân a également décrit un animal semblable à Elasmotherium dans le Nord-Est de l'Iran actuel, mais qui pourrait faire référence à un rhinocéros.

## Liste des espèces
Selon BioLib (1 janvier 2018) :

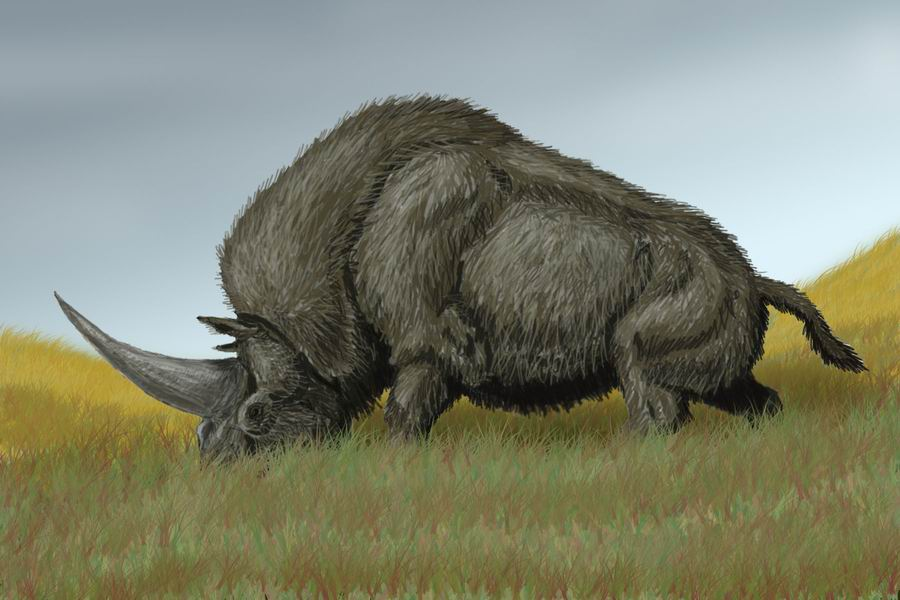
Reconstitution dElasmotherium sibiricum.

- Elasmotherium caucasicum Borissiak, 1914 †
- Elasmotherium inexpectatum Chow, 1958 †
- Elasmotherium pei †
- Elasmotherium sibiricum (aussi surnommé Licorne de Sibérie) J. Fischer, 1808 †

## Culture populaire
Dans la série documentaire Prehistoric Park, Nigel Marven sauve un Elasmotherium.